# レイモンド・ソーン
レイモンド・カムストック・ソーン（英: Raymond Comstock Thorne、1887年4月29日 - 1921年1月10日）は、アメリカ合衆国の競泳選手。
イリノイ州シカゴ生まれ。1904年セントルイスオリンピックに出場し、4×50ヤード自由形リレーで銀メダルを獲得、50ヤード自由形でも6位につけた。ロサンゼルスで自動車事故により亡くなった。